# Leslie Ibsen Rogge
Leslie Isben Rogge (Seattle, Washington; 8 de marzo de 1940) es un criminal estadounidense. Rogge fue encarcelado en la Penitenciaría de Estados Unidos en Leavenworth, Kansas, en la década de 1970 por robo de vehículo y robo a gran escala. Más tarde fue declarado culpable y condenado a 25 años por un robo a un banco en 1984 en Cayo Largo, Florida. En septiembre de 1985, sobornó a un oficial del centro penitenciario y se escapó de la prisión en Moscow, Idaho.
Tras su fuga, se fue a cometer robos adicionales a bancos, entre ellos uno en una sucursal del Exchange Bank en El Dorado, Arkansas y en un banco en High Point, Carolina del Norte en 1986. El 24 de enero de 1990, Rogge se convirtió en el fugitivo 430 que se añade a la lista de los diez más buscados del FBI, donde permaneció por los próximos seis años. Apareció en el programa televisivo, Unsolved Mysteries y cinco veces en America's Most Wanted. En 1991, robó un banco en Webb City, Missouri.
El 19 de mayo de 1996, Rogge se entregó a la Embajada de Estados Unidos en Guatemala, luego que las autoridades guatemaltecas habían lanzado una caza humana al ser avisado por alguien que vio la foto de Rogge en el sitio web del FBI. Mientras estuvo fugitivo pasó un tiempo en Antigua, donde se hacía llamar Bill Young.
Rogge robó más de $ 2 millones y aproximadamente 30 bancos en total, y actualmente cumple una condena de 65 años en la USP Beaumont, Texas. Está previsto ser liberado en 2047. Se le atribuye ser el primero en la lista de los diez más buscados del FBI en ser aprehendido por la internet.